# Kevyn Aucoin. El maquillador de las estrellas
Kevyn Aucoin. El maquillador de las estrellas (título original: Kevyn Aucoin: Beauty & the Beast in Me) es un documental biográfico estadounidense de 2017, dirigido por Lori Kaye, en la fotografía estuvo Laurent Basset y los protagonistas son Isidore Aucoin, Berta Camal y Naomi Campbell, entre otros. Esta obra se estrenó el 7 de julio de 2017.

## Sinopsis
Imágenes inéditas, videos de archivo y entrevistas con famosos aportan información sobre la vida, la trayectoria y el legado del maquillador Kevyn Aucoin.